# Шелковица белая
Шелкови́ца бе́лая (лат. Mórus álba) — лиственное дерево; вид рода Шелковица (Morus) семейства Тутовые (Moraceae). Народными названиями этого растения являются тута, тутовник, тютина.

## Ботаническое описание

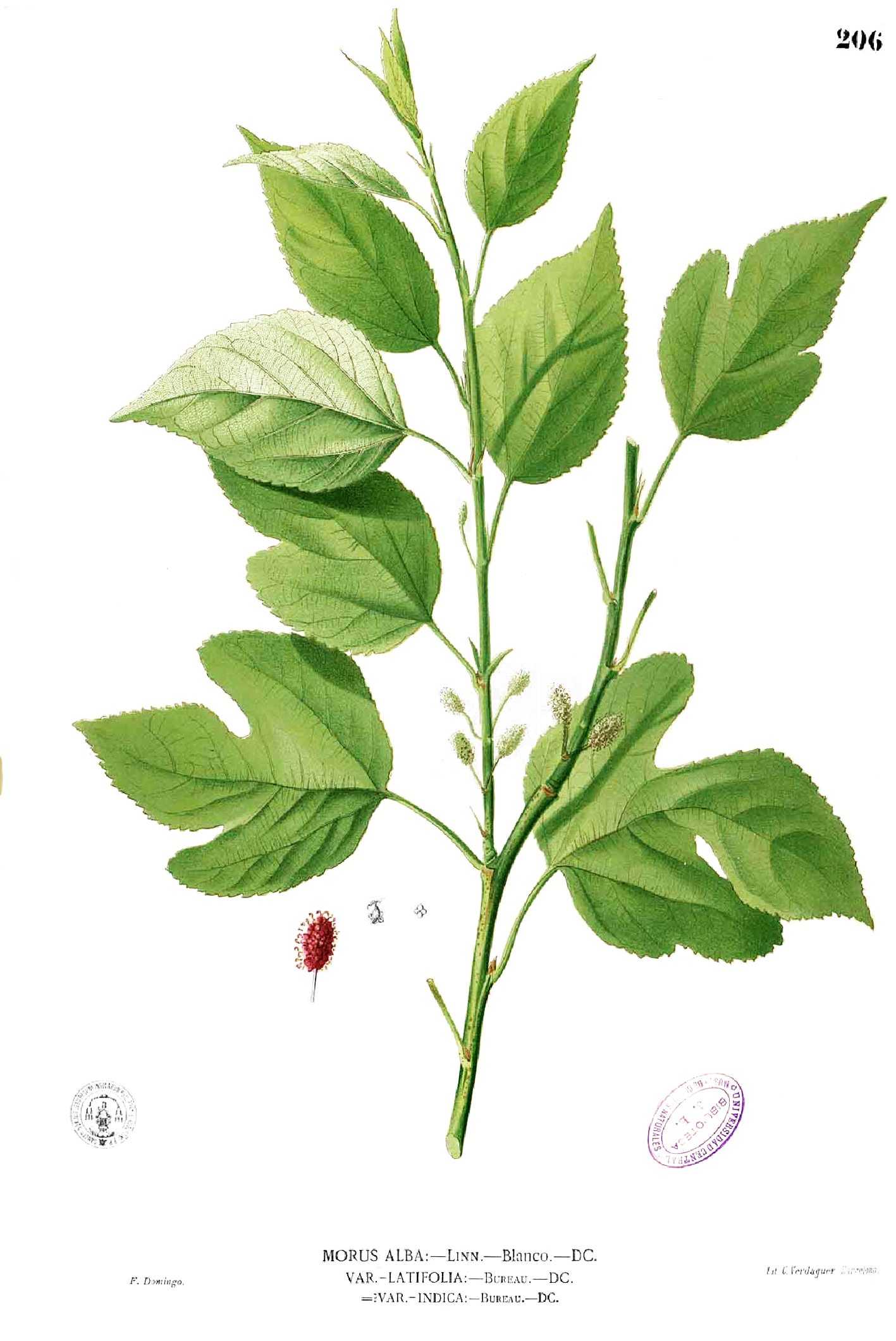

Дерево высотой до 15—18 м с раскидистой шаровидной кроной.
Ствол и крупные ветви покрыты серовато-бурой корой.
Листья широкояйцевидные, при основании неравнобокие, черешковые, по краю пальчато-зубчатые, 5—15 см длиной. Расположены на побегах двух типов: удлинённых вегетативных и укороченных плодоносных.
Цветки однополые, собраны в соцветия: тычиночные — в пониклые цилиндрические колосья, пестичные — в короткие овальные на очень коротких цветоносах. Ось соцветия при плодах разрастается, образуя соплодия из многочисленных орешков, заключённых в разросшиеся мясистые и сочные околоплодники. Цветёт в апреле — мае, плоды созревают в мае — июне.
Соплодия состоят из семянок с разросшимся околоцветником, длиной до 4 см, цилиндрические, белые или окрашены в розовый или красный цвет. Вкус приторно сладкий. Они съедобны в свежем виде (белые, мягкие и от лёгкого трясения ветки падают на землю), их можно сушить и сбраживать в вино; вкус по насыщенности уступает чёрной шелковице.

## Распространение и экология

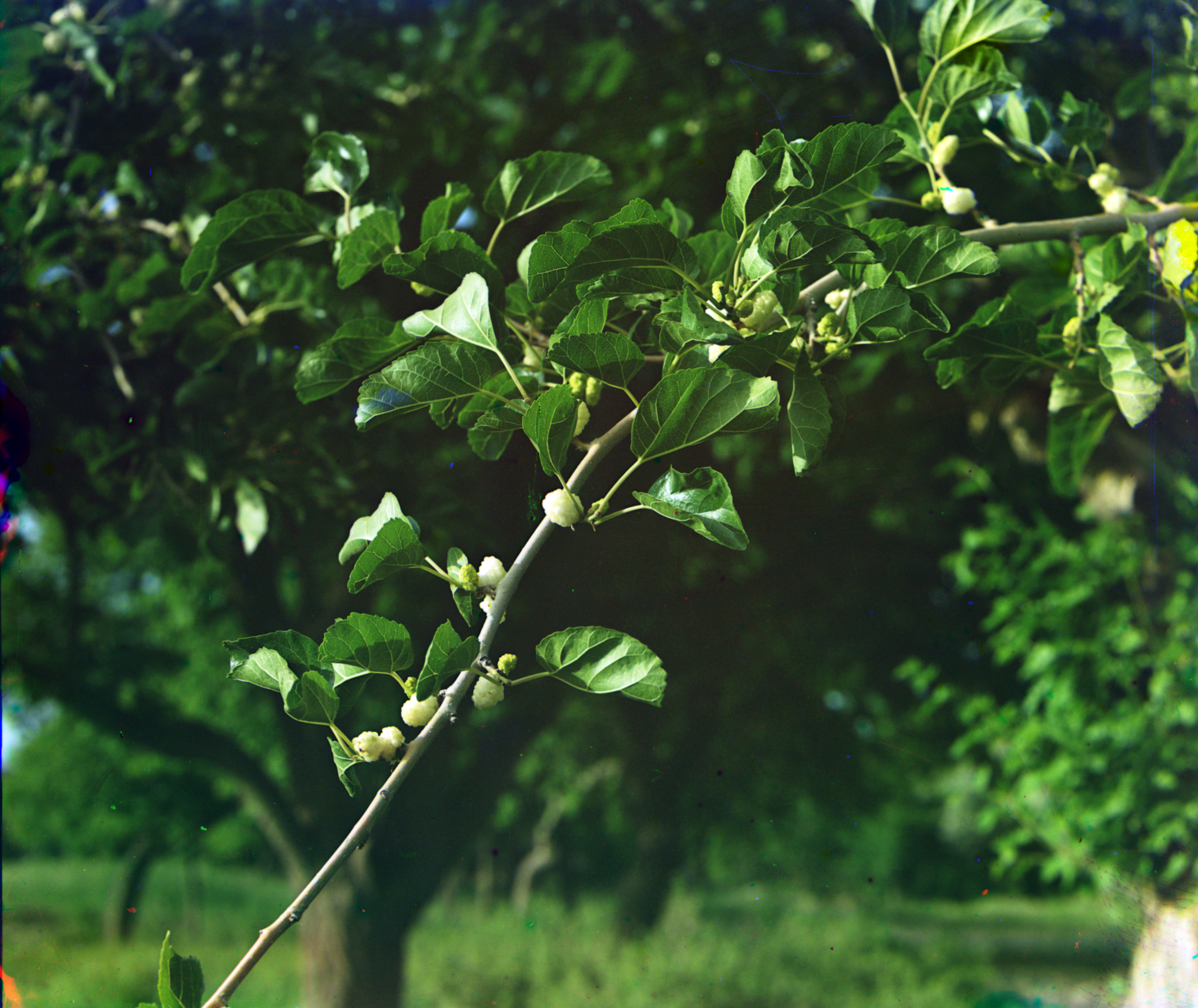
Ветка белой шелковицы. Фото С. М. Прокудина-Горского (1909—1915)

Шелковица белая происходит из восточных районов Китая, где она культивируется уже около четырёх тысяч лет в качестве корма для тутового шелкопряда. Из Китая шелковица распространилась в Среднюю Азию, Афганистан, Северную Индию, Пакистан, Иран, несколько позднее — в Закавказье. Примерно в VI веке появилась в Грузии, в Европе известна с XII века, в Америке — не раньше XVI века. В XVII веке разводилась в Москве, однако климат оказался слишком суровым для неё, и выращивание шелковицы переместилось в Нижнее Поволжье и на Северный Кавказ.
Широко натурализовалась от Индии, Афганистана и Ирана до Испании и Португалии. В середине XX века получила широкое распространение на юге европейской части СССР, в связи с проведением агролесомелиоративных работ по борьбе с засухой и созданием лесозащитных полос.
Как одичавшее растение встречается в Приморье (в Хасанском районе, по долинам рек Раздольной, Партизанской, Киевки, Арсеньевки и др.) или в культурах (Владивосток, Партизанск, Артем, Уссурийск, Шмаковка, Хабаровск, Биробиджан и др.).
Растёт смолоду быстро. Светолюбива, однако — выносит отенение. Устойчива к жаре, засухе, к почве малотребовательна, но предпочитает плодородные глубокие супесчаные и суглинистые почвы, особенно с наличием извести. В культурах хорошо отзывается на удобрения. Размножается семенами и вегетативно (зимними и зелёными черенками, отводками, корневыми отпрысками). Пни дают поросль.

## Химический состав

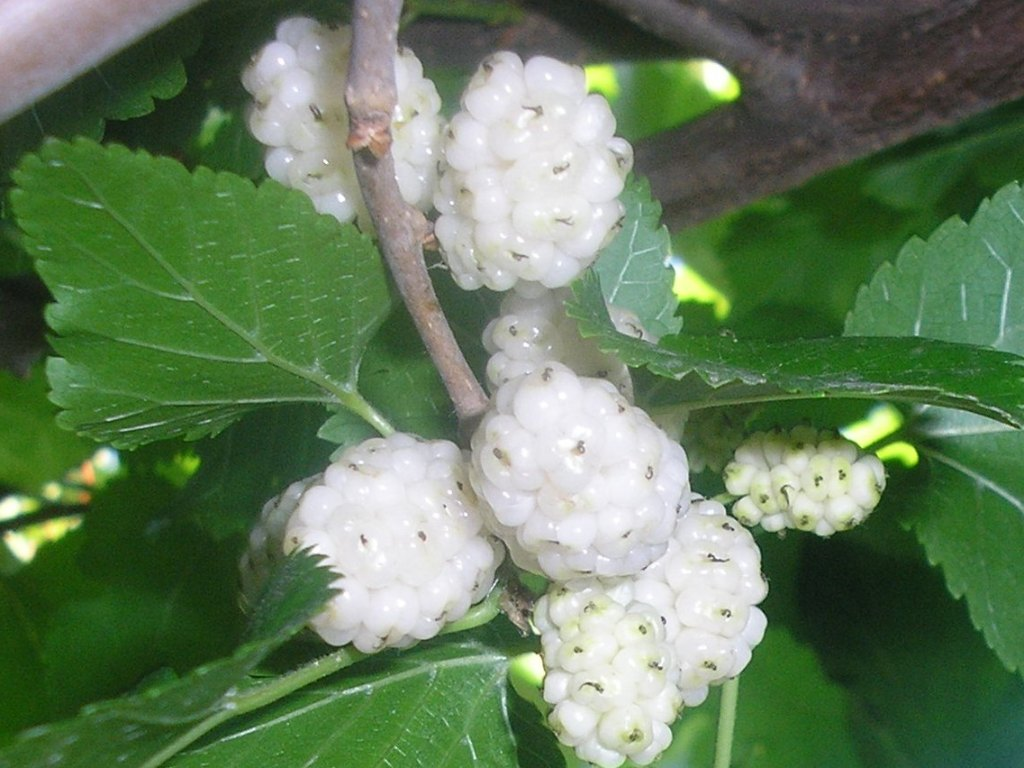
Белая шелковица

Листья содержат большое количество протеина, достигающее в верхних листьях 36 %, экстрактивных веществ до 40 %, при очень низком содержании клетчатки 10 %.
| Число анализов | Что анализировалось          | Воды в % | От абсолютного сухого вещества в % | От абсолютного сухого вещества в % | От абсолютного сухого вещества в % | От абсолютного сухого вещества в % | От абсолютного сухого вещества в % | Источник и район                           |
| Число анализов | Что анализировалось          | Воды в % | золы                               | протеина                           | жира                               | клетчатки                          | БЭВ                                | Источник и район                           |
| -------------- | ---------------------------- | -------- | ---------------------------------- | ---------------------------------- | ---------------------------------- | ---------------------------------- | ---------------------------------- | ------------------------------------------ |
| 1              | Листья нижнего яруса         | 59,3     | 21,8                               | 19,0                               | 8,7                                | 7,9                                | 42,6                               | Кометиани и др, 1935, Грузия               |
| 5              | Листья среднего яруса        | 63,6     | 15,2                               | 22,3                               | 7,8                                | 8,3                                | 46,4                               | Кометиани и др, 1935, Грузия               |
| 1              | Листья верхнего яруса        | 75,0     | 10,4                               | 35,9                               | 3,5                                | 10,1                               | 39,8                               | Кометиани и др, 1935, Грузия               |
| 1              | Листья                       | 71,2     | 12,5                               | 31,9                               | 3,1                                | 11,5                               | 41,0                               | Плешко и Пехачек, 1944, центр. Таджикистан |
| 1              | Листья собранные 8 июня      | -        | 11,8                               | 27,5                               | 3,9                                | 8,6                                | 48,2                               | Кометиани и др, 1935, Грузия               |
| 1              | Листья собранные 18 июля     | 56,2     | 12,3                               | 23,3                               | 6,9                                | 9,2                                | 48,3                               | Кометиани и др, 1935, Грузия               |
| 1              | Листья собранные 11 августа  | 63,4     | 14,0                               | 22,8                               | 8,6                                | 8,7                                | 45,9                               | Кометиани и др, 1935, Грузия               |
| 1              | Листья собранные 18 сентября | 63,6     | 15,2                               | 22,3                               | 7,8                                | 8,3                                | 46,4                               | Кометиани и др, 1935, Грузия               |
| 1              | Силос                        | 70,0     | 20,4                               | 16,3                               | 14,1                               | 13,0                               | 36,2                               | Геченава и др., 1935, Грузия               |
| 1              | Силос                        | 63,4     | 17,4                               | 16,3                               | 12,1                               | 13,0                               | 41,2                               | Геченава и др., 1935, Грузия               |
| 1              | Коэффициент перевариваемости | -        | 17,6                               | 49,3                               | 41,7                               | 71,9                               | 75,0                               | Геченава и др., 1935, Грузия               |

В листьях шелковицы белой содержатся дубильные вещества (3,2-3,7 %), флавоноиды (до 1 %), кумарины, органические кислоты, смолы, эфирное масло (0,03-0,04), стерины (β-ситостерин, капестерин).
В плодах содержится до 12 % сахаров (иногда и до 23 %), представленных в основном моносахаридами, около 1,5 % азотистых веществ, 0,1 % фосфорной кислоты, флавоноиды, каротин, пектин, органические кислоты (яблочная, лимонная), немного витамина С и дубильных веществ.

## Значение и применение

### Использование в медицине
Издавна применяется в народной медицине разных стран.
Кора стволов и корней в виде водного отвара употребляется при кашле, бронхите, бронхиальной астме, как отхаркивающее, мочегонное, а также при эпилепсии и гипертонии.
Сок коры корней пьют натощак как противоглистное средство.
Листья в виде настоя используют как жаропонижающее при простудных заболеваниях.
Сок свежих листьев успокаивает зубную боль.
Свежие плоды применяют при язве желудка и двенадцатиперстной кишки.
Сироп (дошаб), сваренный из плодов шелковицы, применяют при сердечно-сосудистых заболеваниях, малокровии, как кровоостанавливающее при послеродовых, маточных кровотечениях, крапивнице и скарлатине.

### Применение в сельском хозяйстве
Листья пригодны для выкармливания гусениц шелкопряда, причем лучше использовать мужские экземпляры, как более быстрорастущие и дающие больше листвы, чем женские. Из листьев приготавливался силос, который хорошо поедался коровами по 14 кг в сутки. Питательная ценность оказалась высокой: в 100 кг силоса натуральной влажности (63,4 %) содержалось 2,34 перевариваемого белка и 21,4 кормовых единицы.
Даёт съедобные плоды, содержащие до 18 % сахара, имеющие кормовое и пищевой значение. Активно поедаются пернатой дичью. В Закавказье во время созревания плодов даёт пчёлам главный взяток.

### Применение в деревообрабатывающей промышленности
Древесина шелковицы может использоваться для изготовления хозяйственных поделок, музыкальных инструментов, посуды.
С 2011 года заготовка древесины шелковицы в России запрещена.
| Цветки | Плоды | Кора | Древесина; продольный спил | Плакучая форма кроны |